# 제2경인고속도로
| 2001년 이전 고속국도 노선 | 2001년 이전 고속국도 노선           | 2001년 이전 고속국도 노선           |
| ------------------------- | ----------------------------------- | ----------------------------------- |
| 노선 기호와 사용 연도     |                                     | 15                                  |
| 노선 기호와 사용 연도     | 1994년 ~ 1997년                     | 1997년 ~ 2001년                     |
| 노선명                    | 제2경인고속도로 (고속국도 제15호선) | 제2경인고속도로 (고속국도 제15호선) |
| 기점                      | 경기도 안양시                       | 경기도 안양시                       |
| 종점                      | 인천광역시 남동구                   | 인천광역시 남동구                   |

제2경인고속도로(第二京仁高速道路, 고속국도 제110호선)는 인천광역시 중구를 기점으로, 경기도 성남시를 종점으로 하는 대한민국의 고속도로이다.

## 역사
- 1990년 12월 19일 : 서창 분기점 ~ 삼막 나들목 (26.68 km) 전 구간 착공
- 1991년 7월 25일 : 경기도 안양시 석수동 ~ 인천직할시 남동구 서창동 구간을 고속국도 제15호선 제2경인고속도로(제2경인선)으로 지정[1]
- 1991년 8월 3일 : 제2경인고속도로 신설을 위해 경기도 광명시 노온사동 ~ 인천직할시 남동구 서창동 10.8km 구간 도로구역 결정[2]
- 1992년 5월 23일 : 제2경인고속도로 안양 ~ 광명 구간 신설을 위해 경기도 안양시 석수동 ~ 광명시 노온사동 4.73km 구간 도로구역 결정[3]
- 1992년 8월 29일 : 시흥 나들목 건설을 위해 경기도 시흥시 방산동 ~ 신천동 800m 구간 도로구역 결정[4]
- 1992년 12월 31일 : 일직 분기점 건설을 위해 경기도 안양시 석수동 ~ 광명시 일직동 740m 구간 도로구역 결정[5]
- 1994년 7월 7일 : 서창 분기점 ~ 광명 나들목 10.8km 구간 개통[6]
- 1995년 4월 1일 : 1995년 12월까지 석수 나들목 건설을 위해 경기도 안양시 석수동 505m 구간을 734m로 도로구역 변경[7]
- 1995년 12월 28일 : 광명 나들목 ~ 석수 나들목 4.7km 구간 개통[8]
- 1996년 7월 1일 : 종점을 '인천직할시 남동구 서창동'에서 '인천광역시 남동구 서창동'으로 변경[9]
- 1996년 12월 7일 : 1998년 12월까지 석수 나들목 직결램프 설치를 위해 경기도 안양시 만안구 석수동 350m 구간 도로구역 변경[10]
- 1997년 8월 9일 : 삼막 나들목 연결로 건설을 위해 경기도 안양시 만안구 석수1동 1.023km 구간 도로구역 변경[11]
- 1999년 11월 26일 : 안현 분기점 개통
- 2001년 8월 25일 : 기존 서해안고속도로 능해 나들목 ~ 서창 분기점 구간을 편입하고 기점과 종점을 각각 안양 → 인천에서 인천 → 안양으로 변경. 노선번호를 제15호에서 제110호로 변경.[12]
- 2001년 10월 18일 : 석수 나들목 ~ 삼막 나들목 1.08km 구간 왕복 6, 4차선 개통[13]
- 2002년 3월 15일 : 문학터널과 문학 나들목 개통[14]
- 2004년 11월 3일 : 인천대교 구간을 고속도로 노선으로 지정[15]
- 2005년 2월 1일 : 2006년까지 서창 분기점 ~ 남동 나들목 구간 부가차로 설치 공사를 위해 인천광역시 남동구 수산동 ~ 남촌동 구간 도로구역 변경[16]
- 2005년 7월 1일 : 인천대교 구간인 공항신도시 분기점 ~ 학익 분기점 19.96 km 구간 착공
- 2005년 12월 28일 : 2009년 10월까지 인천대교 구간 및 연결도로 신설을 위해 인천광역시 중구 ~ 남구 6.75km 구간과 인천광역시 송도매립지 ~ 연수구 2.18km 구간 도로구역 결정[17]
- 2006년 8월 30일 : 2009년 10월까지 인천대교 연결도로 1공구 노선 변경을 위해 인천광역시 중구 ~ 남구 6.75km 구간 도로구역 변경[18]
- 2006년 12월 14일 : 2009년 10월까지 영종 나들목 형식 변경을 위해 인천광역시 중구 운서동 ~ 남구 학익동 6.75km 구간 도로구역 변경[19]
- 2008년 1월 3일 : 종점을 '경기도 안양시'에서 '경기도 성남시'로 연장[20]
- 2009년 10월 19일 : 인천대교 구간인 공항신도시 분기점 ~ 학익 분기점 19.96 km 구간 개통[21]
- 2010년 3월 19일 : 제2경인연결(안양 ~ 성남간) 고속도로 민간투자사업 실시계획 승인 및 고속도로 신설을 위해 경기도 안양시 만안구 석수동 ~ 성남시 중원구 여수동 21.82km 구간 도로구역 결정[22]
- 2010년 7월 3일 : 인천대교 구간의 영종 나들목 부근에서 시외버스가 추락하는 대형 인명 사고가 발생하였다.[23]
- 2010년 12월 28일 : 도로명주소에 인천광역시 남구 용현동 능해 나들목부터 삼막 나들목까지 26.68km 구간을 제2경인고속도로로, 공항신도시 분기점부터 학익 분기점까지 21.38km 구간을 인천대교고속도로로 고시[24]
- 2012년 5월 31일 : 삼막 나들목 ~ 여수대로 나들목 21.9 km 구간 착공
- 2013년 10월 7일 : 2017년 5월 30일까지 안양관양택지지구 일원 노선 조정 및 시흥 나들목의 성남비행장 고도 제한 초과 구간 노선 변경을 위해 경기도 안양시 만안구 석수동 ~ 성남시 중원구 여수동 21.82km 구간 도로구역 변경[25]
- 2014년 12월 2일 : 2017년 5월 30일까지 성남시 여수대로 확장 및 금토 요금소 인근 진입도로 신설을 위해 경기도 안양시 만안구 석수동 ~ 성남시 중원구 여수동 21.921km 구간 도로구역 변경[26]
- 2015년 3월 27일 : 국토교통부고시로 기점을 '인천광역시 중구 운서동', 종점을 '경기도 성남시 중원구 여수동'으로 명시[27]
- 2016년 9월 2일 : 2017년 5월 30일까지 국도 제47호선 과천시 우회도로 개설에 따른 고속도로 접속 계획 변경을 위해 경기도 안양시 만안구 석수동 ~ 성남시 중원구 여수동 21.921km 구간 도로구역 변경[28]
- 2017년 6월 7일 : 여수대로 나들목 여수대로 (성남시 수정구 사송동 ~ 중원구 여수동) 600m 구간 개통[29]
- 2017년 8월 15일 : 인천대교 구간 통행료 소형 기준 6200원에서 5500원으로 인하[30]
- 2017년 9월 27일 : 삼막 나들목 ~ 여수대로 나들목 21.92km 구간 개통[31]
- 2019년 2월 19일 : 2019년 6월 30일까지 서창1교 방음시설전용교량 신설을 위해 인천광역시 남동구 서창동 22m 구간 도로구역 변경[32]
- 2019년 9월 20일 : 제2경인고속도로 안양 ~ 성남 구간이 연장 개통됨에 따라 도로명주소에 종점을 경기도 안양시 석수동에서 경기도 성남시 중원구 여수동으로 변경하고 총 연장을 46.75km로 변경 고시[33]
- 2022년 12월 29일: 제2경인고속도로 화재 폭발 사고가 발생하여 석수 나들목 ~ 여수대로 나들목 구간 운행 중단.
- 2023년 1월 2일: 북의왕 나들목 ~ 여수대로 나들목 구간 운행재개
- 2023년 1월 3일: 석수 나들목 ~ 삼막 나들목 운행 재개[34]
- 2023년 3월 1일 ~ 4월 16일: 삼막 나들목 ~ 북의왕 나들목 구간, 안전진단 및 복구공사[35]
- 2023년 4월 16일: 삼막 나들목 ~ 북의왕 나들목 구간 운행재개

## 구성
차로수
- 옥련 나들목 ~ 학익 분기점 : 왕복 2차로
- 연수 분기점 ~ 옥련 나들목, 연수 분기점 ~ 송도 나들목, 북청계 나들목 ~ 여수대로 나들목 : 왕복 4차로
- 공항신도시 분기점 ~ 영종 나들목, 인천대교 요금소 ~ 연수 분기점, 능해 나들목 ~ 남동 나들목, 서창 분기점 ~ 북청계 나들목 : 왕복 6차로
- 남동 나들목 ~ 서창 분기점 : 인천 방면 편도 5차로, 안양 방면 편도 4차로
- 영종 나들목 ~ 인천대교 요금소 : 왕복 10차로

제한속도
- 전 구간 최고 100 km/h, 최저 50 km/h

### 터널
| 터널 이름   | 소재지                      | 길이 | 준공 년도              | 비고      |
| ----------- | --------------------------- | ---- | ---------------------- | --------- |
| 옥련터널    | 인천광역시 연수구 옥련동    | 36m  | 2009년                 |           |
| 광명터널    | 경기도 광명시 소하동        | 888m | 1995년                 | 성남 방향 |
| 광명터널    | 경기도 광명시 소하동        | 912m | 1995년                 | 인천 방향 |
| 삼막터널    | 경기도 안양시 만안구 석수동 | 60m  | 2001년                 |           |
| 삼성산터널  | 경기도 안양시 만안구 석수동 |      | 2017년(전), 2023년(후) |           |
| 청계산1터널 | 경기도 의왕시 청계동        |      | 2017년(전), 2023년(후) |           |
| 청계산2터널 | 경기도 의왕시 청계동        |      | 2017년(전), 2023년(후) |           |
| 청계산3터널 | 경기도 의왕시 청계동        |      | 2017년(전), 2023년(후) |           |
| 청계산4터널 | 경기도 성남시 분당구 운중동 |      | 2017년(전), 2023년(후) |           |

## 나들목 · 분기점
- 여기서 숫자는 진출입교차점 (IC 및 JC) 번호를 말하고, TG는 요금소 (tollgate), SA는 (Service Area)를 뜻한다.
- 거리의 단위는 km이다.

### 본선
- 본선 구간의 거리는 공항신도시 분기점부터 거리를 기준으로 하며, 능해 ~ 학익 구간부터 이어지는 본선 구간 총 거리 합은 괄호 안에 별도 표기하였다.

| 번호                        | 이름                        | 로마자 이름                 | 구간 거리                   | 누적 거리                   | 접속 노선 | 소재지                      | 소재지                      | 비고                                                                                            |
| 영종해안북로1050번길과 직결 | 영종해안북로1050번길과 직결 | 영종해안북로1050번길과 직결 | 영종해안북로1050번길과 직결 | 영종해안북로1050번길과 직결 | 영종해안북로1050번길과 직결 | 영종해안북로1050번길과 직결 | 영종해안북로1050번길과 직결 | 영종해안북로1050번길과 직결                                                                     |
| --------------------------- | --------------------------- | --------------------------- | --------------------------- | --------------------------- | --- | --------------------------- | --------------------------- | ----------------------------------------------------------------------------------------------- |
| 1                           | 공항신도시 분기점           | Airport New Town JC         | -                           | 0.00                        | 130호선 인천국제공항고속도로 영종해안북로1050번길                                                                                 | 인천광역시                  | 중구                        | 인천기점 나들목 기능 병행                                                                       |
| 2                           | 영종                        | Yeongjong                   | 1.79                        | 1.79                        | 하늘대로·영종해안남로 | 인천광역시                  | 중구                        |                                                                                                 |
| TG                          | 인천대교 요금소             | Incheon Bridge TG           |                             |                             | | 인천광역시                  | 중구                        | 본선요금소                                                                                      |
| 4                           | 연수 분기점                 | Yeonsu JC                   | 14.58                       | 16.37                       | 연수 ~ 송도 구간 | 인천광역시                  | 연수구                      | 인천방향의 경우 연수 ~ 송도 구간(송도방향) 진출 불가능 성남방향 직진 시 연수 ~ 송도 구간과 직결 |
| 5                           | 옥련                        | Ongnyeon                    | 1.80                        | 18.17                       | 아암대로(국도 제77호선, 국가지원지방도 제84호선, 국가지원지방도 제98호선)                                                         | 인천광역시                  | 연수구                      | 인천방향 진입과 성남방향 진출만 가능                                                            |
| 6                           | 학익 분기점                 | Hagik JC                    | 1.79                        | 19.96                       | 능해 ~ 학익 구간 | 인천광역시                  | 미추홀구                    | 성남방향의 경우 능해 ~ 학익 구간(인천방향) 진출 불가능 인천방향 직진 시 능해 ~ 학익 구간과 직결 |
| 7                           | 문학                        | Munhak                      | 2.28                        | 22.24 (4.08)                | 미추홀대로 | 인천광역시                  | 미추홀구                    | 성남방향 진입과 인천방향 진출만 가능                                                            |
| 8                           | 남동                        | Namdong                     | 3.42                        | 25.66 (7.50)                | 남동대로 비류대로 | 인천광역시                  | 남동구                      |                                                                                                 |
| 9                           | 서창 분기점                 | Seochang JC                 | 2.33                        | 27.99 (9.83)                | 50호선 영동고속도로 국도 제39호선 (수인로·호현로) 국도 제42호선 (백범로·수인로) 인주대로·무네미로 (100호선 수도권제1순환고속도로) | 인천광역시                  | 남동구                      | 나들목 기능 병행 영동고속도로 인천방향 진출 시 수도권제1순환고속도로 간접 연결                  |
| TG                          | 남인천 요금소               | S.Incheon TG                |                             |                             | | 인천광역시                  | 남동구                      | 본선요금소                                                                                      |
| 10                          | 신천                        | Sincheon                    | 3.80                        | 31.79 (13.63)               | 국도 제42호선 (수인로) 서해안로 서창방산로                                                                                        | 경기도                      | 시흥시                      |                                                                                                 |
| 11                          | 안현 분기점                 | Anhyeon JC                  | 3.41                        | 35.20 (17.04)               | 100호선 수도권제1순환고속도로 | 경기도                      | 시흥시                      |                                                                                                 |
| 12                          | 광명                        | Gwangmyeong                 | 3.03                        | 38.23 (20.07)               | 광명로 | 경기도                      | 광명시                      |                                                                                                 |
| 13                          | 일직 분기점                 | Iljik JC                    | 4.37                        | 42.60 (24.44)               | 15호선 서해안고속도로 | 경기도                      | 광명시                      | 인천방향의 경우 서해안고속도로(서울방향) 진출 불가능                                            |
| 14                          | 석수                        | Seoksu                      | 1.02                        | 43.62 (25.46)               | 국도 제1호선 (경수대로) 안양로 | 경기도                      | 안양시                      | 성남방향 진입만 불가능                                                                          |
| 15                          | 삼막                        | Sammak                      | 1.22                        | 44.84 (26.68)               | 삼막로·호암로 | 경기도                      | 안양시                      |                                                                                                 |
| TG                          | 안양과천 요금소             | Anyang-Gwacheon TG          |                             |                             | | 경기도                      | 과천시                      | 본선요금소 인천방향 차량만 요금 지불                                                            |
| 16                          | 북의왕                      | N.Uiwang                    |                             |                             | 지방도 제309호선 | 경기도                      | 의왕시                      |                                                                                                 |
| 17                          | 북청계                      | N.Cheonggye                 |                             |                             | 국가지원지방도 제57호선 (안양판교로)                                                                                              | 경기도                      | 의왕시                      | 인천방향 진입과 성남방향 진출만 가능                                                            |
| TG                          | 북판교 요금소               | N.Pangyo TG                 |                             |                             | | 경기도                      | 성남시                      | 본선요금소 성남방향 차량만 요금 지불                                                            |
| 18                          | 금토동                      | Geumto-dong                 |                             |                             | | 경기도                      | 성남시                      | 공사중                                                                                          |
| 19                          | 동판교                      | E.Pangyo                    |                             |                             | 분당내곡도시고속화도로 | 경기도                      | 성남시                      | 인천방향 진입과 성남방향 진출만 가능                                                            |
|                             | 여수대로                    | Yeosudaero                  |                             |                             | 국도 제3호선 (성남이천로·성남대로)                                                                                                | 경기도                      | 성남시                      |                                                                                                 |
| 여수대로와 직결             |                             |                             |                             |                             | |                             |                             |                                                                                                 |

### 연수 ~ 송도 구간
| 번호             | 이름             | 로마자 이름      | 구간 거리        | 누적 거리        | 접속 노선 | 소재지           | 소재지           | 비고                                            |
| 본선 구간과 직결 | 본선 구간과 직결 | 본선 구간과 직결 | 본선 구간과 직결 | 본선 구간과 직결 | 본선 구간과 직결                                                                                                | 본선 구간과 직결 | 본선 구간과 직결 | 본선 구간과 직결                                |
| ---------------- | ---------------- | ---------------- | ---------------- | ---------------- | --- | ---------------- | ---------------- | ----------------------------------------------- |
| 4                | 연수 분기점      | Yeonsu JC        | -                | 0.00 (16.37)     | 본선 구간 | 인천광역시       | 연수구           | 연수방향의 경우 본선 구간(성남방향) 진출 불가능 |
|                  | 송도             | Songdo           | 1.03             | 1.03 (17.40)     | 아암대로(국도 제77호선, 국가지원지방도 제84호선 국가지원지방도 제98호선) (지방도 제330호선 (제3경인고속화도로)) | 인천광역시       | 연수구           |                                                 |
| 아암대로와 직결  |                  |                  |                  |                  | |                  |                  |                                                 |

### 능해 ~ 학익 구간
| 번호             | 이름            | 로마자 이름     | 구간 거리       | 누적 거리       | 접속 노선                                                                          | 소재지          | 소재지          | 비고                                            |
| 축항대로와 직결  | 축항대로와 직결 | 축항대로와 직결 | 축항대로와 직결 | 축항대로와 직결 | 축항대로와 직결                                                                    | 축항대로와 직결 | 축항대로와 직결 | 축항대로와 직결                                 |
| ---------------- | --------------- | --------------- | --------------- | --------------- | ---------------------------------------------------------------------------------- | --------------- | --------------- | ----------------------------------------------- |
|                  | 능해            | Neunghae        | -               | 0.00            | 아암대로(국도 제77호선, 국가지원지방도 제84호선, 국가지원지방도 제98호선) 축항대로 | 인천광역시      | 미추홀구        | 구 본선 기점                                    |
| 6                | 학익 분기점     | Hagik JC        | 1.80            | 1.80            | 본선 구간                                                                          | 인천광역시      | 미추홀구        | 학익방향의 경우 본선 구간(인천방향) 진출 불가능 |
| 본선 구간과 직결 |                 |                 |                 |                 |                                                                                    |                 |                 |                                                 |

## 주요 통과지
인천광역시
- 중구 운서동 - 연수구 (송도동 - 옥련동) - 미추홀구 (학익동 - 문학동) - 연수구 선학동 - 남동구 (남촌동 - 수산동 - 서창동 - 운연동)

경기도
- 시흥시 (신천동 - 방산동 - 신천동 - 미산동 - 신천동 - 은행동 - 안현동 - 과림동) - 광명시 (노온사동 - 소하동 - 일직동) - 안양시 만안구 석수동 - 안양시 동안구 (비산동 - 관양동) - 과천시 갈현동 - 의왕시 (포일동 - 청계동) - 성남시 분당구 운중동 - 성남시 수정구 (금토동 - 시흥동) - 성남시 분당구 삼평동 - 성남시 수정구 사송동 - 성남시 중원구 여수동

- 지선 : 인천광역시 미추홀구 용현동 - 학익동

## 교통량
2010년의 교통량 정보는 다음과 같다.
| 구간                  | 거리 (km) | 평균 통행량 (대/일) | 평균 통행량 (대/일) |
| 구간                  | 거리 (km) | 12시간              | 24시간              |
| --------------------- | --------- | ------------------- | ------------------- |
| 공항신도시JC ~ 학익JC | 21.4      | 20,462              | 26,895              |
| 서창JC ~ 안현JC       | 7.2       | 63,541              | 89,567              |
| 안현JC ~ 석수IC       | 9.6       | 61,191              | 89,750              |

최고 통행량 지점은 남동 나들목부터 서창 분기점까지의 2.3km 구간으로, 24시간에 115,621대 (8개 차선, 14,453대/차선)이 통과한다. 차선당 최고 통행량 지점은 신천 나들목부터 안현 분기점까지의 3.4km 구간으로, 차선당 17,434대(6개 차선, 총 104,606대)가 통과한다.

## 사건사고
- 버스 추락사고: 2010년 7월 3일 오후 1시 10분 경 인천대교 구간인 영종 나들목 부근에서 시외버스와 차량 고장으로 갓길에 멈춰 있던 승용차를 미처 발견하지 못하여 앞에 가던 1톤 화물차와의 안전거리를 확보하지 않은 채 주행 중 차량 고장으로 멈춰 서 있던 승용차를 피하려다 가드레일을 들이받고 10m 아래 하늘도시 제3공구 공사현장으로 추락하는 사고가 발생하였다. 고장난 승용차를 들이받은 후 다리 난간을 뚫고 추락하는 사고가 발생하여 이 사고로 시외버스 승객 14명이 사망하고 시외버스 운전자를 포함하여 10명이 중경상을 입는 사고가 발생하였다. 사고의 1차 원인은 승용차 운전자가 차량 고장 때 취해야 할 긴급 조치를 소홀히 한 점과 사고를 낸 시외버스 운전자의 과속 (감속 미 이행)과 난폭운전 (안전거리 미 확보)등이었다. 사고의 2차 원인은 승용차가 고장난 채 무려 15분 이상 방치되었음에도 불구하고 인천대교를 관리하는 운영 주체에서 전혀 알아채지 못하였던 사실이 밝혀짐으로서 교량 자체를 형식적으로 관리했던 점 (관리부실)이었다. 그 외에도 교량 난간의 강도가 현저하게 떨어져 돌진하는 버스를 막아내는 데엔 역부족인 점도 이번 사고와 큰 관계가 있었고, 사고 지역은 사면이 바다로 둘러싸인 영종도로서 섬 지형의 특성상 안개가 자주 끼는 열악한 기상상태도 원인으로 지목되었다. 이 사고를 계기로 이 사고를 교훈으로 하여 고장 차량에 대한 대처요령의 소중함이 알려지게 되었고, 특히 삼각대와 유도 조명봉의 중요성이 대두되었다.

- 제2경인고속도로 화재 폭발 사고: 문서 참조 바람

## 갤러리

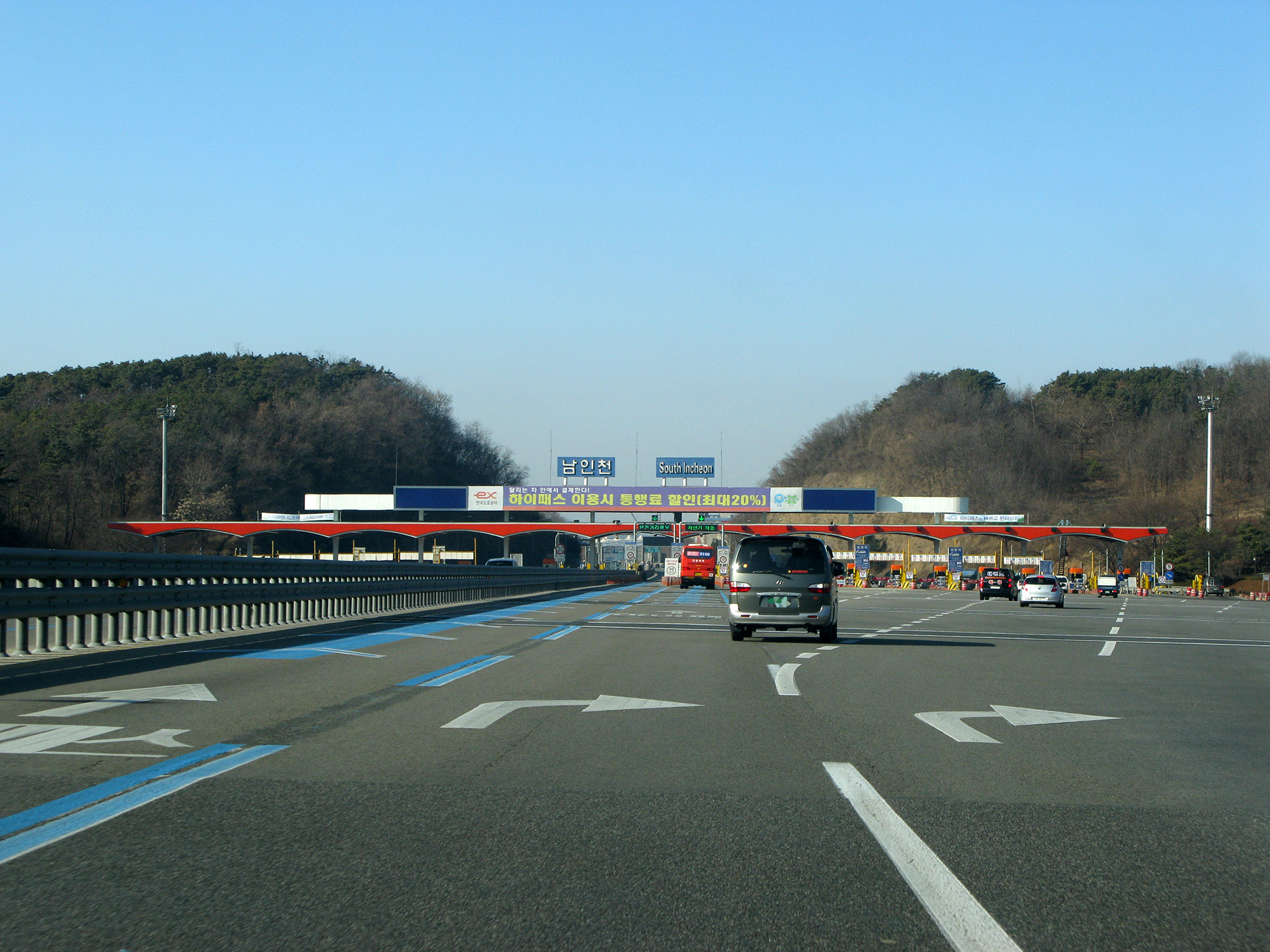
남인천 요금소
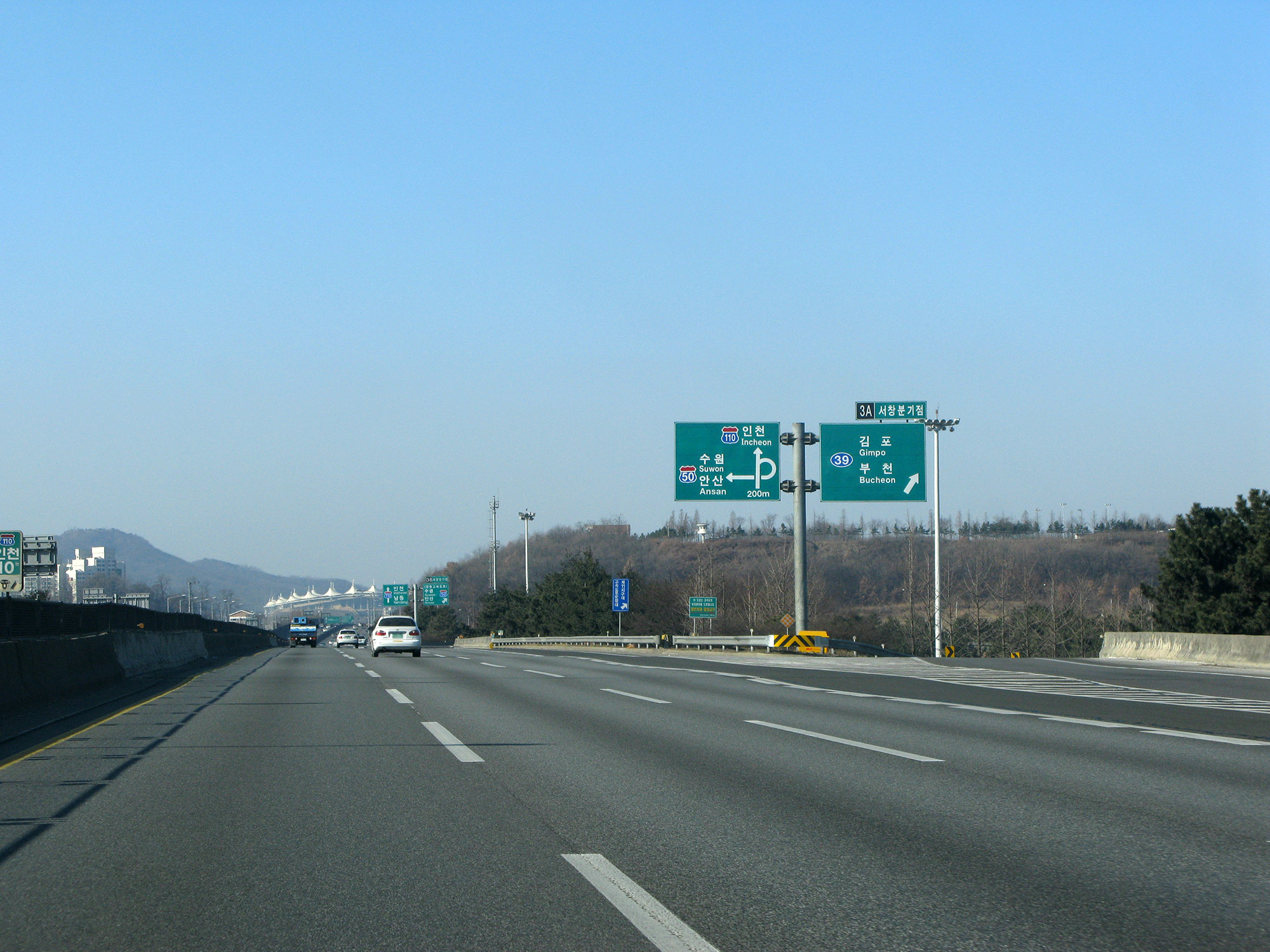
서창 분기점(표지판 교체 전)
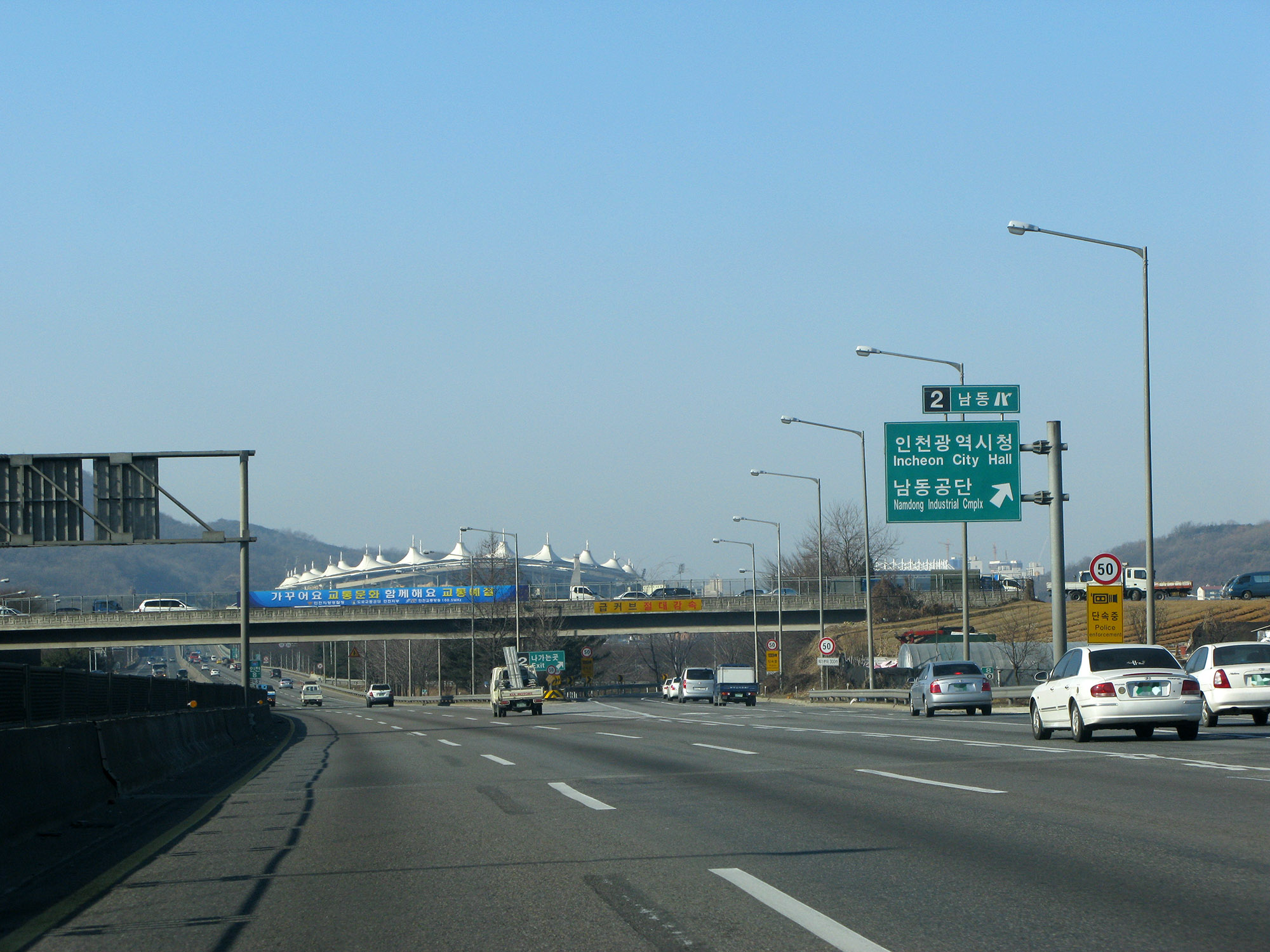
남동 나들목(표지판 교체 전)
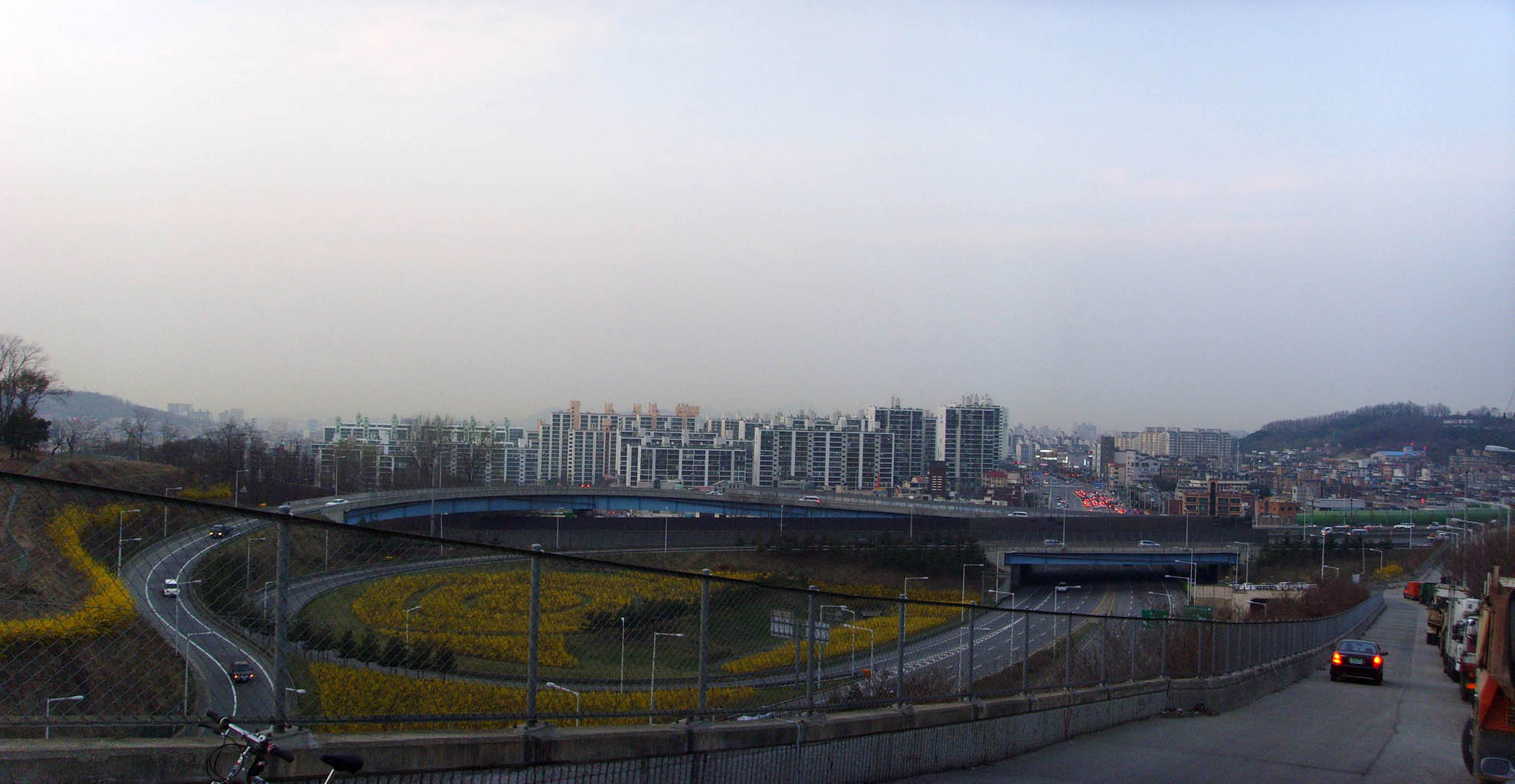
문학 나들목
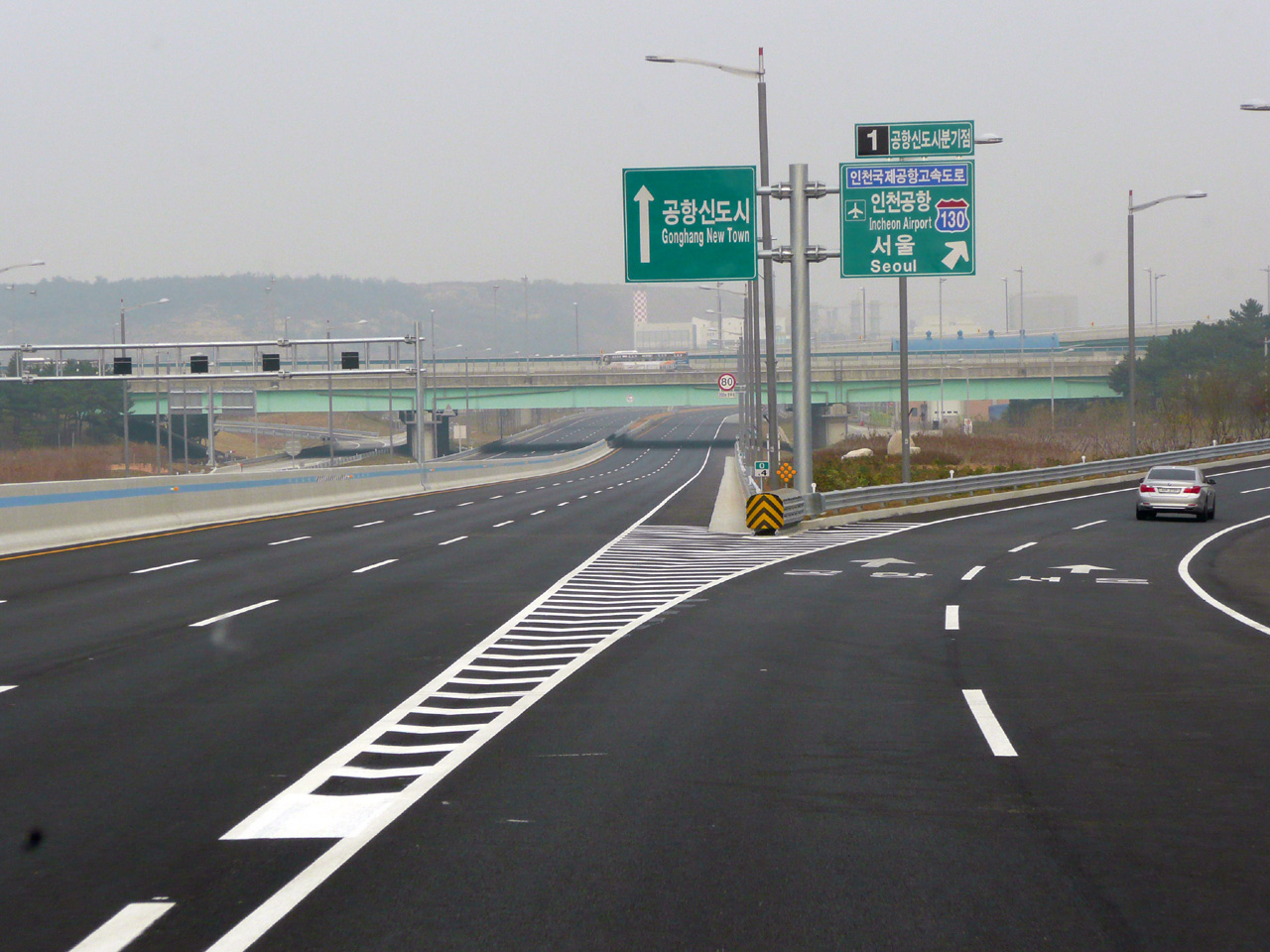
공항신도시 분기점
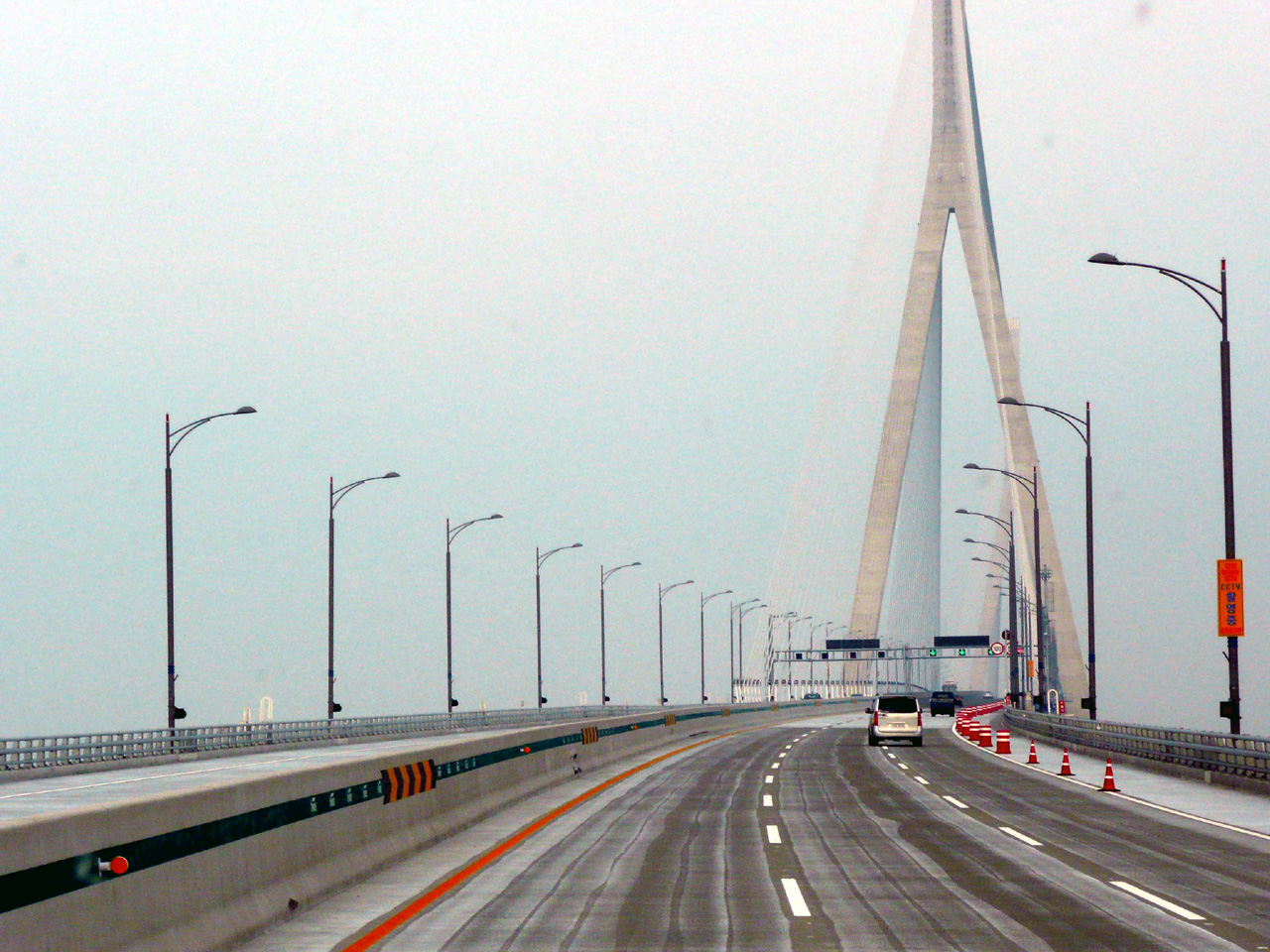
인천대교
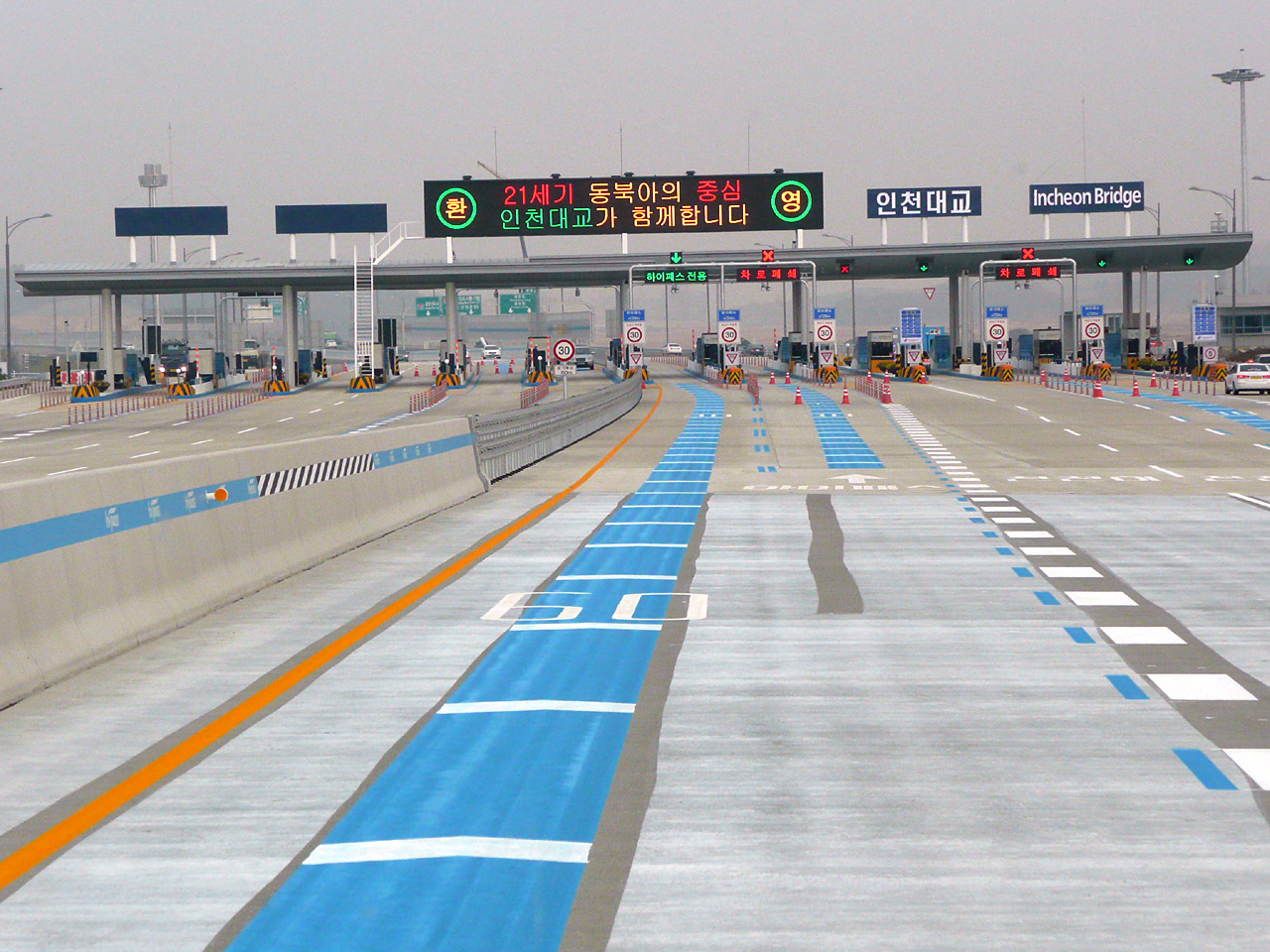
인천대교 요금소
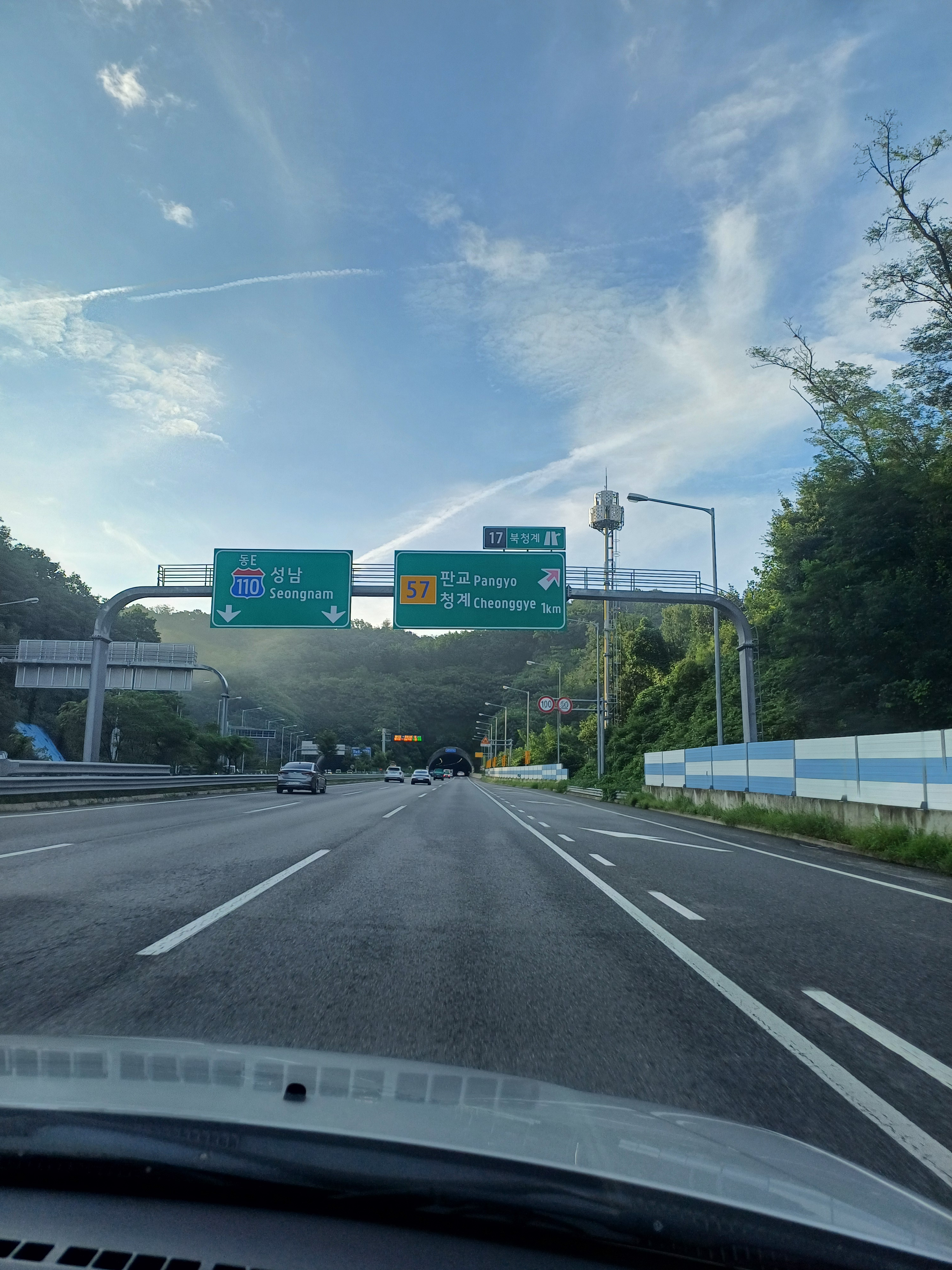
북청계 나들목
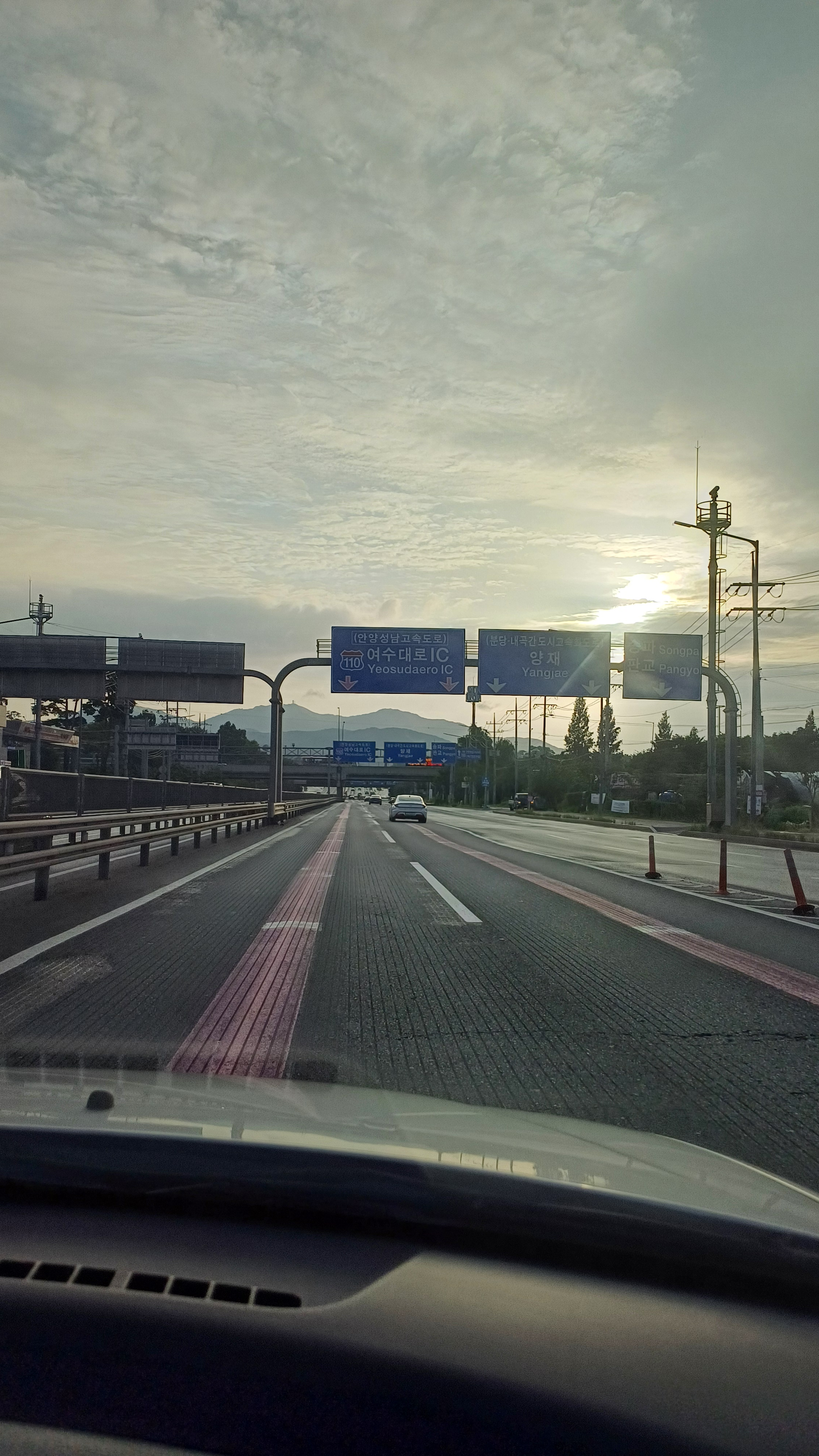
성남시청 교차로(인천, 여수대로 양재, 송파 방면)
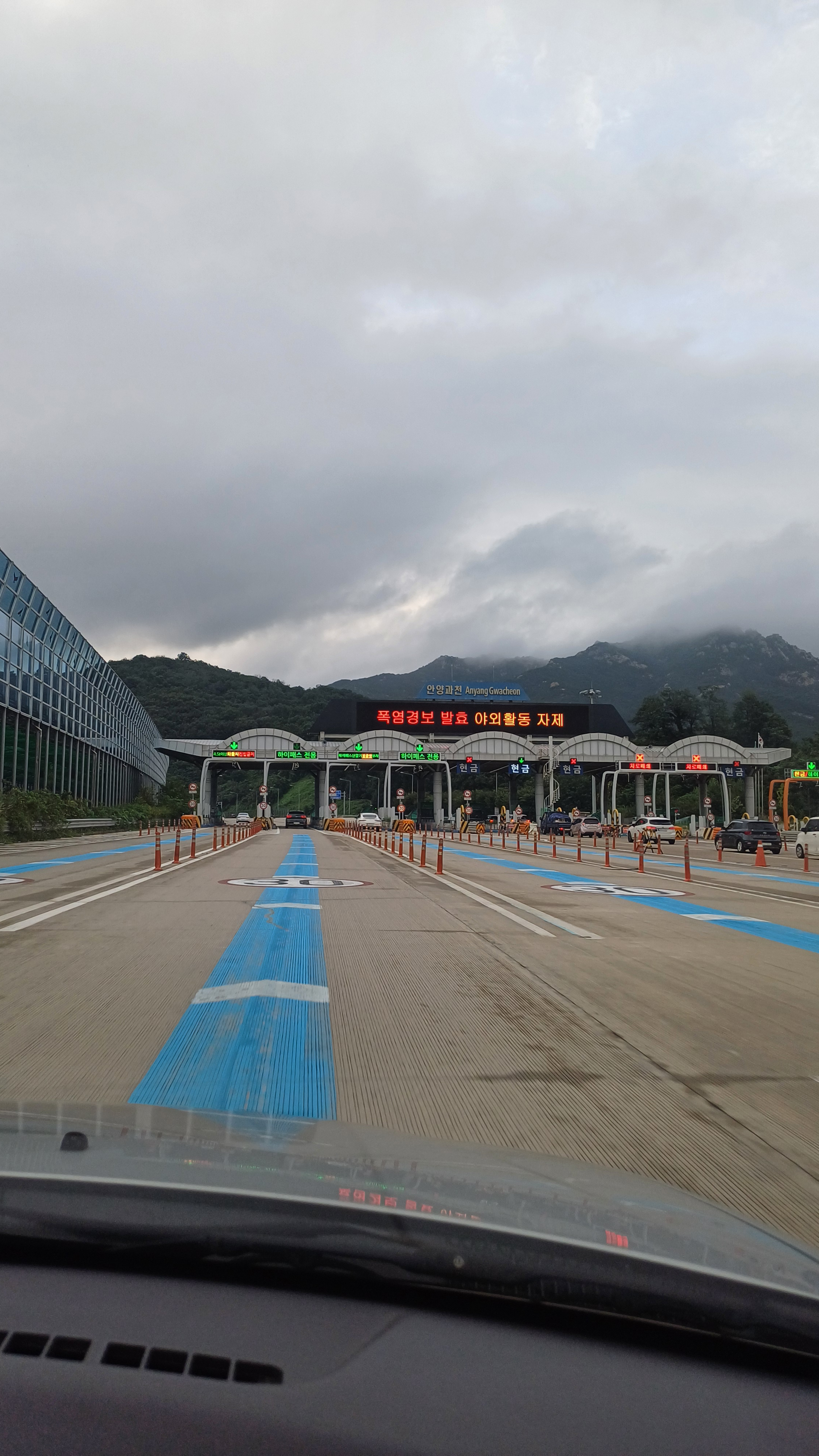
안양과천 요금소
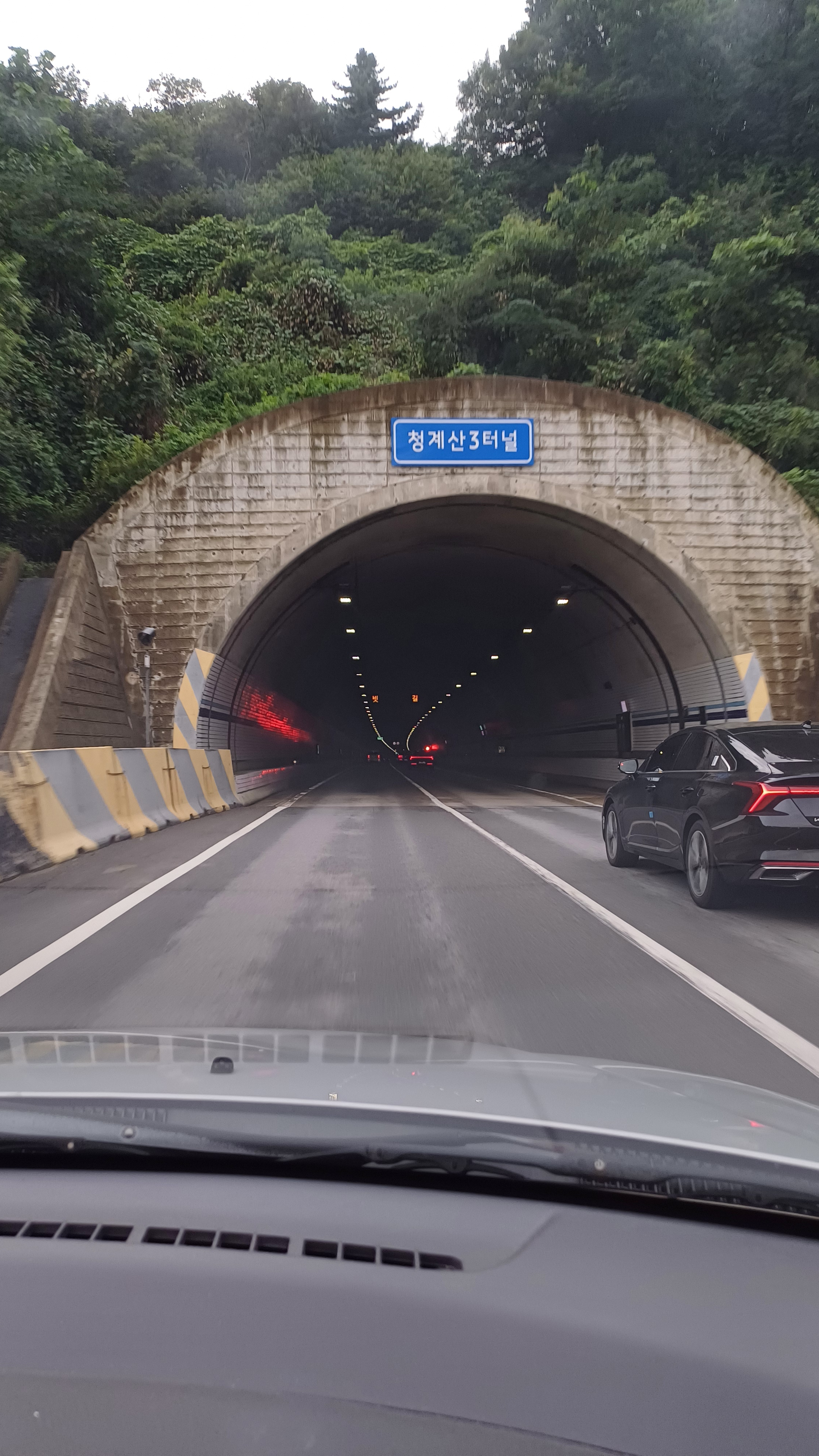
청계산3터널
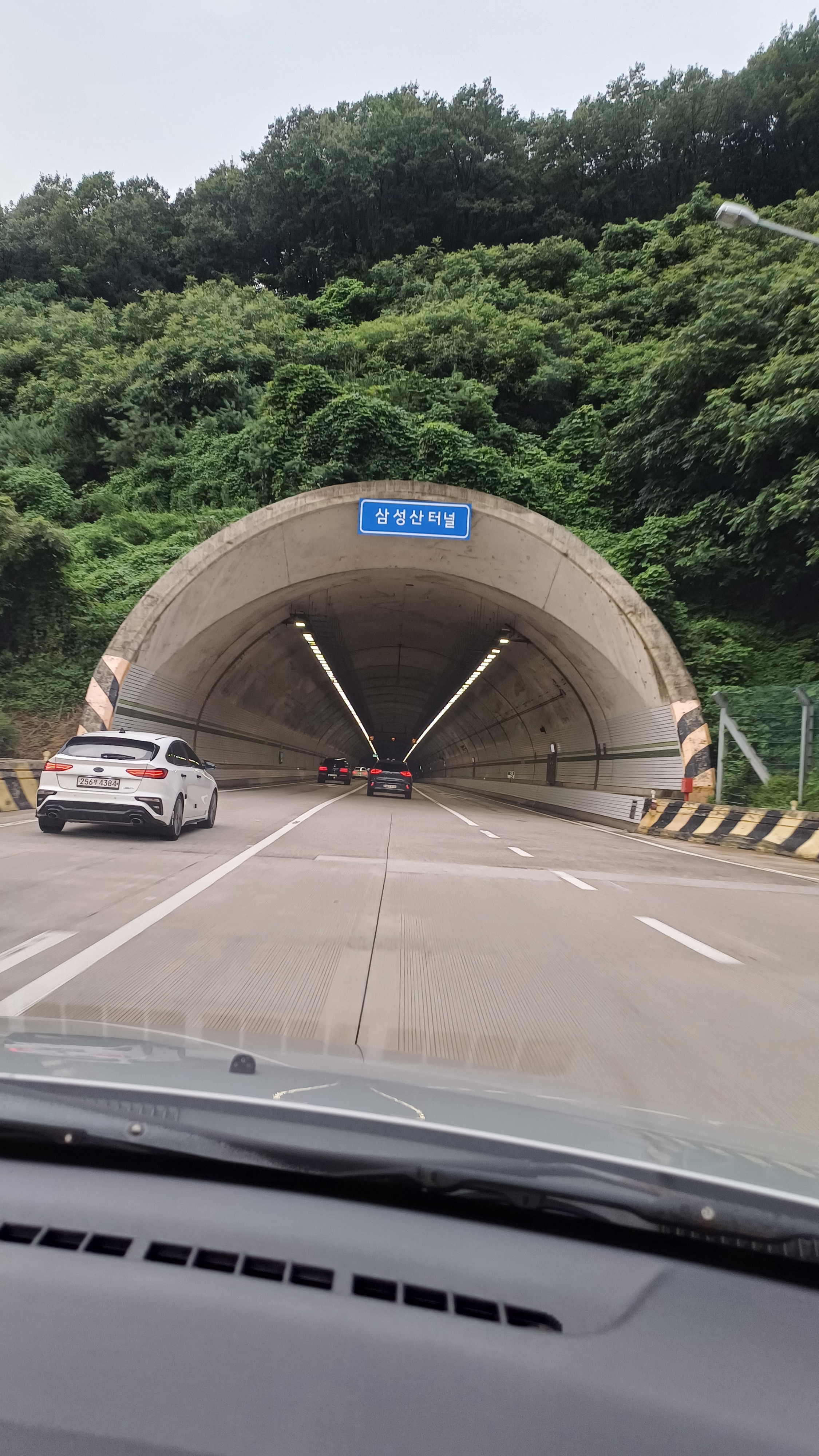
삼성산터널
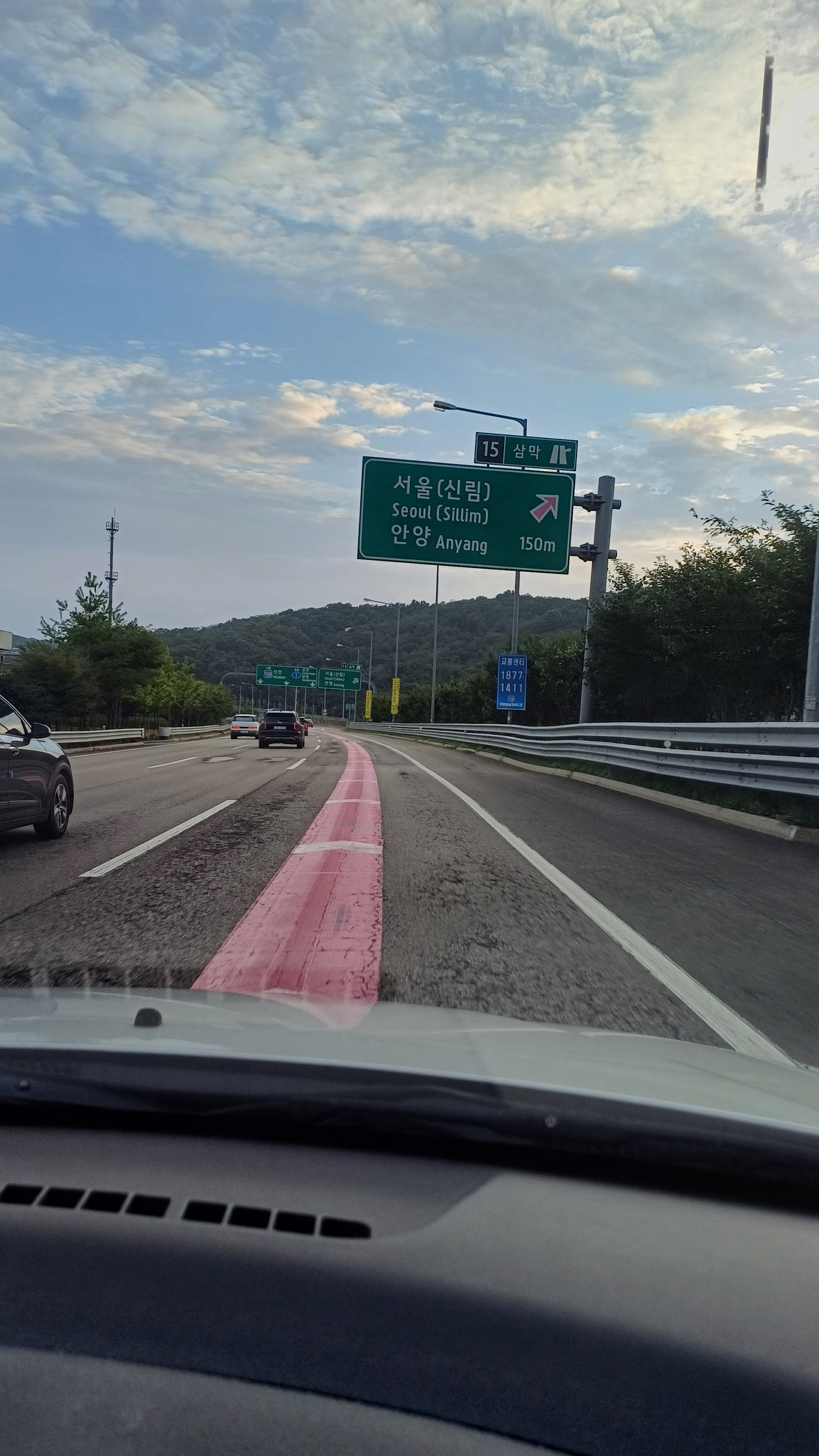
삼막 나들목
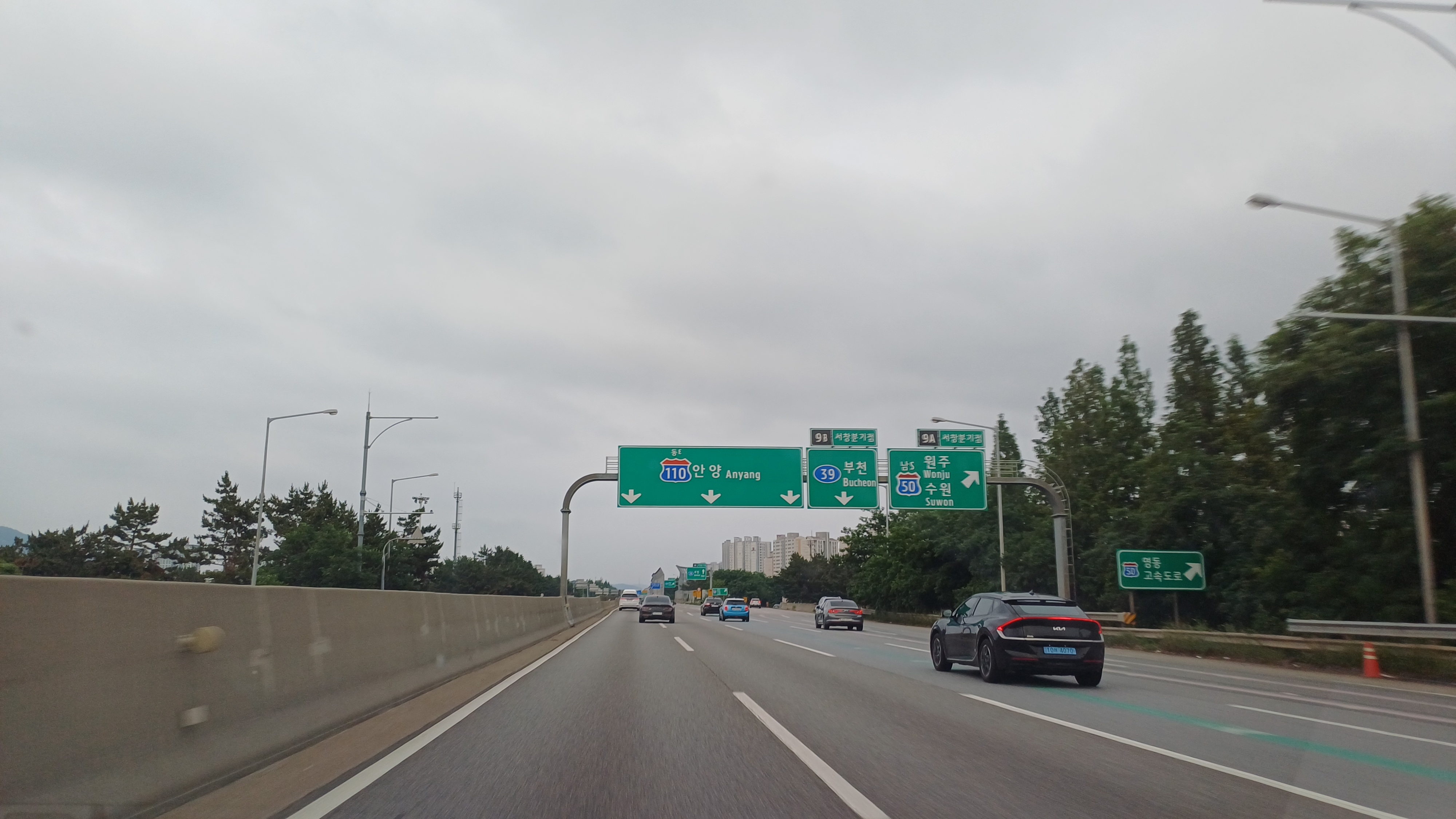
서창 분기점
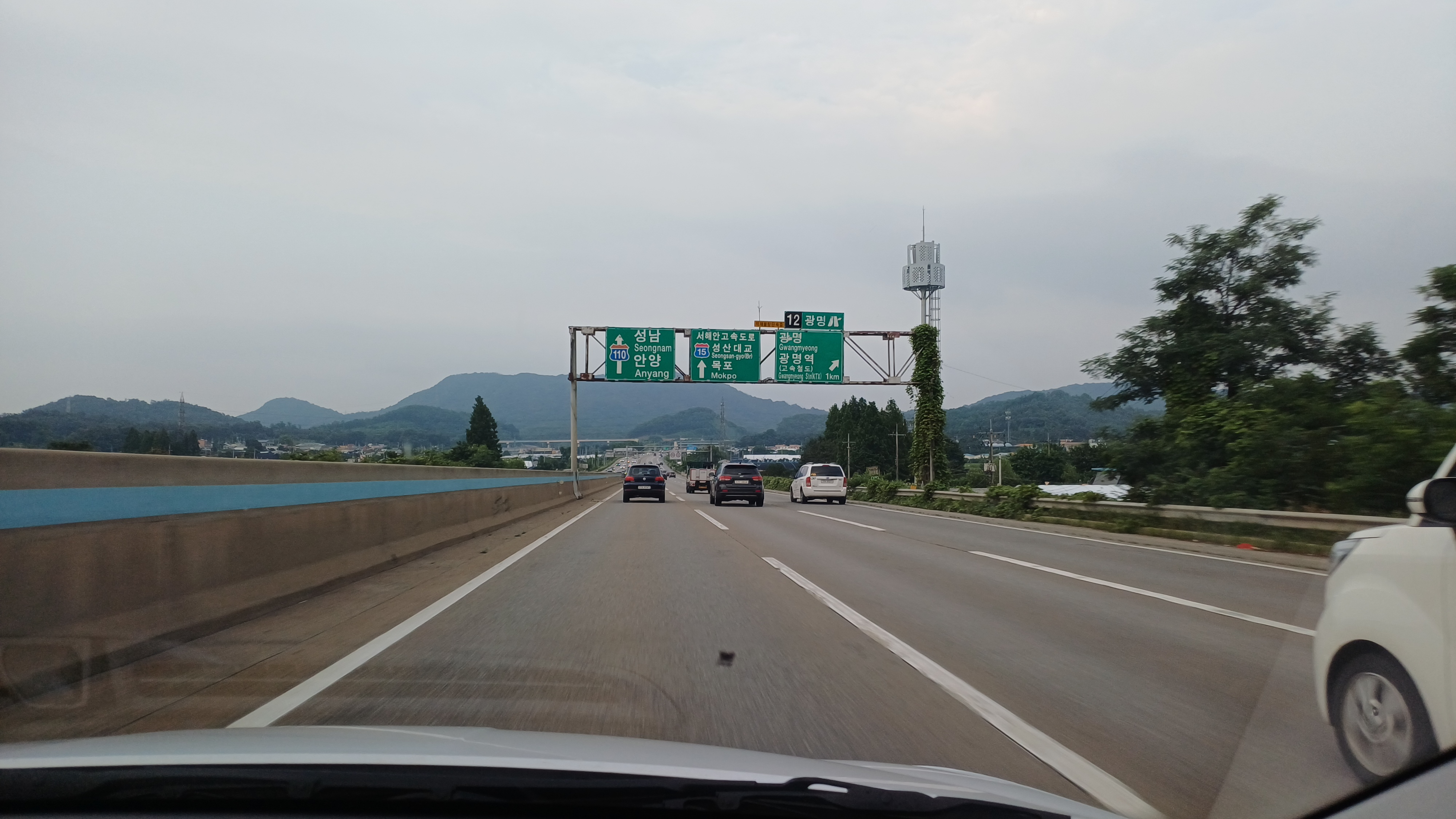
광명 나들목
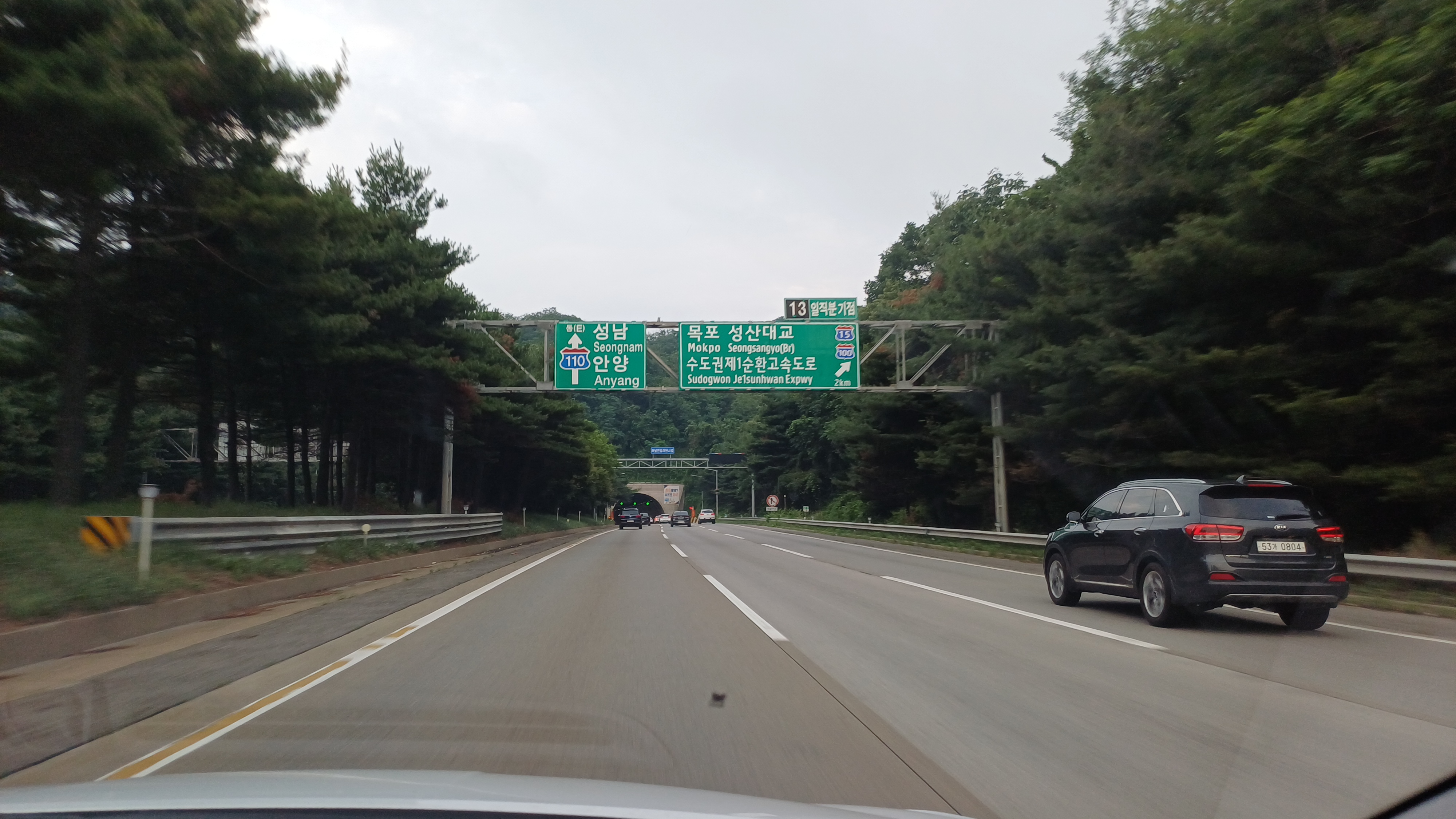
일직 분기점
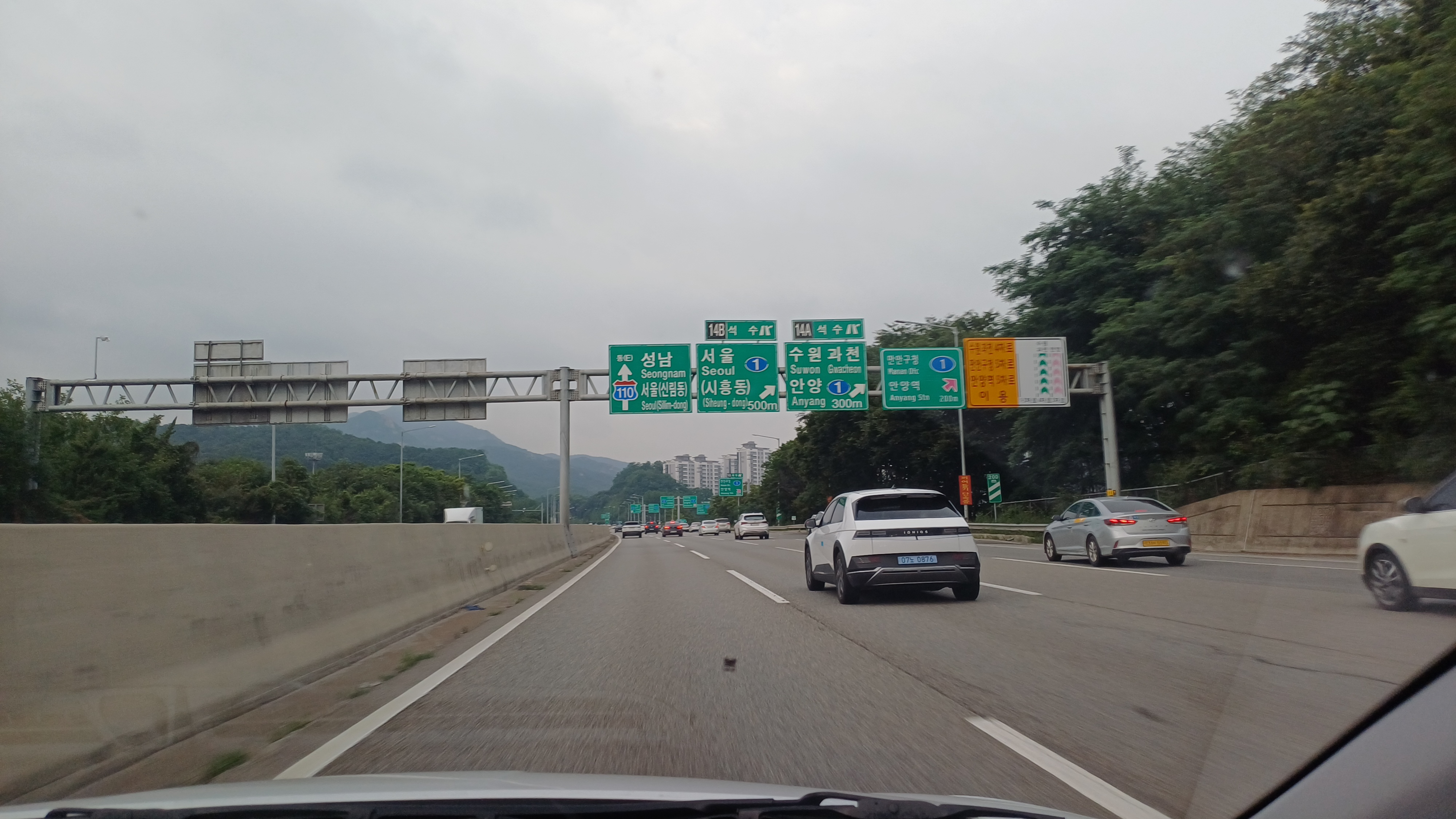
석수 나들목

## 같이 보기
- 인천대교 (기업)
- 인천대교
- 인천국제공항고속도로
- 서해안고속도로
- 수도권제1순환고속도로
- 경인고속도로
- 제2경인연결고속도로
- 제3경인고속화도로